# Мадонна Раскіна
Мадонна Раскіна (англ. The Ruskin Madonna) — картина флорентійського художника XV століття Андреа дель Верроккйо.

## Опис твору
Андреа дель Верроккйо був головою великої і славнозвісної художньої майстерні у Флоренції. Наявність здібностей та численні помічники дозволяли брати замовлення на різні роботи — з майстерні виходило начиння для храмів, релігійні образи, рельєфи і скульптура. Бралась майстерня Верроккйо і за створення надгробків вельможним замовникам.
Серед творчого спадку Верроккйо — декілька мадонн. Майстер перехідної доби, він старанно відтворював у власних картинах як власні інтерпретації біблійних легенд, так і навички художника, отримані у флорентійських майстернях художників Росселліно та Алессо Бальдовінетті. Звідси жорсткість контурів і скутість його персонажів.
Всі ці риси притаманні і «Мадонні Раскіна». Загалом сюжетом картини є «Поклоніння мадонни немовляті Христу». Мадонна на картині — майже дівчинка, наївна і безпосередня. Її губи напружені, вона наче шепоче молитву. Дитина покладена на прозору тканину і смокче палець, як роблять зазвичай малюки.
Дещо незвичним є тло картини з зруйнованим давньоримським храмом. В цьому вбачають символічний натяк на загибель однієї релігійної системи (язичництва) і народження нового християнства, котре уособлював малюк Христос.

## Побутування картини
Первісно картина була створена на дерев'яній панелі. У XIX столітті стару дошку видалили і картину переклали на полотно. Деякий час цей приватний релігійний образ належав британському письменникові, літературному і художньому критикові Джону Раскіну. Звідси друга назва картини — «Мадонна Раскіна».